# バシャン
バシャン(英語: Bashan、ヘブライ語: הַבָּשָׁן (ha-Bashan)、ラテン語: Basan)はエモリ人の王オグの領土である、後にイスラエル領になり、マナセ族に割り当てられた地である。「なめらかな」「柔らかい」という意味であると言われ、肥沃な土地として知られ、強い雄牛、高い木などが特徴である。オグの王都はエドレイであり、そのほかの主な町にはアシュタロテ・カルナイムがあった。
北イスラエル王国の首都サマリヤの貴婦人たちのことは「サマリヤの山にいるバシャンの雌牛ども」と表現された。
ヨルダン川の東、ヤボク川からヘルモン山までの間、ゲネサレ湖からハウラン山脈までの間の地帯をさして言った。
ソロモンの統一イスラエル王国では、弟6行政区をなした。
最終的には、前722年にアッシリアのティグラテ・ピレセル王に攻略された。